# Festival de la Canción de San Remo 1951
El primer Festival de Sanremo se celebró en el salón de fiestas del Casino de San Remo del 29 al 31 de enero de 1951. Fue presentado por Nunzio Filogamo. Esta primera edición contó con la participación de veinte canciones, interpretadas por tres artistas, que fueron Nilla Pizzi, Achille Togliani y el Duo Fasano. Venció Grazie dei fiori, interpretada por Nilla Pizzi. 

## Detalles
La organización del evento y su desarrollo no tenían nada que ver con el gran acontecimiento de los años siguientes. Los cantantes se presentaban sobre el escenario, en tanto el público estaba organizado en mesas, al estilo café-chantant.
Las primeras dos noches fueron presentadas, en cada una, diez canciones. Al término de cada velada el público procedía a votar, decidiendo cuáles serían las cinco canciones que tendrían acceso a la final y cuáles serían eliminadas. Durante la tercera noche tuvo lugar la final, en la cual el público votó para decidir la canción ganadora. Las votaciones se desarrollaron en el salón, pasando el anfitrión de mesa en mesa con una urna, en la cual cada uno podía depositar la tarjeta de su preferencia. Fueron anunciadas las primeras tres posiciones de la clasificación final.
Todas las canciones fueron publicadas sobre discos a 78 RPM de una única casa discográfica, la Cetra, que tenía bajo contrato a los tres cantantes en carrera.
La primera polémica del Festival se tuvo a causa de la exclusión de la canción Ho pianto una volta sola de Olivieri y Pinchi.

## Participantes
| Puesto    | Intérprete                     | Canción                     | Traducción                  | Autores                                                             | Votos |
| --------- | ------------------------------ | --------------------------- | --------------------------- | ------------------------------------------------------------------- | ----- |
| 1         | Nilla Pizzi                    | Grazie dei fiori            | Gracias por las flores      | Gian Carlo Testoni, Mario Panzeri, Saverio Seracini                 | 50    |
| 2         | Nilla Pizzi y Achille Togliani | La luna si veste d'argento  | La luna se viste de plata   | Vittorio Mascheroni, Biri                                           | 30    |
| 3         | Achille Togliani               | Serenata a nessuno          | Serenata a ninguno          | texto y música de Walter Colì                                       | 20    |
| Finalista | Achille Togliani y Duo Fasano  | Al mercato di Pizzighettone | Al mercado de Pizzighettone | Nino Ravasini, Aldo Locatelli                                       |       |
| Finalista | Nilla Pizzi y Achille Togliani | Eco tra gli abeti           | Eco entre los abetos        | texto de Enzo Bonagura; música de Carlo Alberto Rojos               |       |
| Finalista | Achille Togliani y Duo Fasano  | Famme durmì                 | Hazme dormir                | Virgilio Panzuti, Danpa                                             |       |
| Finalista | Duo Fasano                     | La cicogna distratta        | La cigüeña distraída        | Carrel-Aldo Valleroni, De Rovere                                    |       |
| Finalista | Nilla Pizzi y Duo Fasano       | La margherita               | La margarita                | Ester B. Valdés                                                     |       |
| Finalista | Achille Togliani               | Sedici anni                 | Dieciséis años              | Livio Gambetti, Mario Mariotti, Astro Mari                          |       |
| Finalista | Duo Fasano                     | Sotto il mandorlo           | Bajo el almendro            | texto de Gian Carlo Testoni y Mario Panzeri; música de Carlo Donida |       |
|           | Nilla Pizzi                    | È l'alba                    | Es el amanecer              | Gian Carlo Testoni, Armando Trovajoli                               |       |
|           | Nilla Pizzi                    | Ho pianto una volta sola    | He llorado solo una vez     | Dino Olivieri, Pinchi                                               |       |
|           | Achille Togliani               | Mai più                     | Nunca más                   | Renato Fuselli, Filippo Rolando                                     |       |
|           | Achille Togliani               | Mani che si cercano         | Manos que se buscan         | Gino Redi, Giovanna Colombi                                         |       |
|           | Nilla Pizzi                    | Mia cara Napoli             | Mi querida Nápoles          | Mario Ruccione, Salvador Mazzocco                                   |       |
|           | Nilla Pizzi                    | Notte di Sanremo            | Noche de Sanremo            | Enzo Luigi Poletto                                                  |       |
|           | Nilla Pizzi                    | Oro di Napoli               | Oro de Nápoles              | Ángel Brigada, Umberto Bertini                                      |       |
|           | Achille Togliani y Duo Fasano  | Sei fatta per me            | Estás hecha para mí         | Giovanni Fassino, Conduzco Quattrini                                |       |
|           | Duo Fasano                     | Sorrentinella               | Sorrentina                  | Saverio Seracini, Arrigo Giacomo Camosso                            |       |
|           | Nilla Pizzi                    | Tutto è finito              | Todo está finalizado        | Danilo Errico, Otello Odorici, Sergio Odorici                       |       |

## Orquesta
Orquesta Della canzone dirigida por el maestro Cinico Angelini, y compuesta por:
- Mario Maschio: batería
- Luigi Casasco: contrabajo
- William Galassini: piano
- Michele Ortuso: guitarra
- Giovanni D'Ovidio: trompeta
- Mario Pezzotta: trombón
- Emilio Daniele: violín, saxofón tenor
- Quirino Spinetti: vibráfono
- Mario Bosi: acordeón

## Organización
- RAI
- Casino de Sanremo